# Josep Maria de Casacuberta
Josep Maria de Casacuberta i Roger (Barcelona, 1897 - Barcelona 1985) fue un filólogo y editor de Cataluña, España.

## Biografía
Nació en 1897 en la ciudad de Barcelona. Estudió Derecho y Filosofía y Letras en la Universidad de Barcelona, especializándose posteriormente en la literatura catalana.
Miembro de la Real Academia de Buenas Letras de Barcelona y del Instituto de Estudios Catalanes, en 1981 fue galardonado con el Premio de Honor de las Letras Catalanas concedido por Òmnium Cultural, y con la Cruz de San Jorge concedida por la Generalidad de Cataluña.
En 1922 se convirtió en director de la Oficina de Toponimia y Onomástica de la Sección Filológica del Instituto de Estudios Catalanes, cargo que ocupó hasta 1925. En colaboración con Joan Coromines realizó diversos estudios sobre el Catalán noroccidental, centrándose especialmente en el catalán ribagorzano, el pallarés, el aragonés y el fragatino, habla de la localidad oscense de Fraga, y de forma individual realizó valiosas investigaciones sobre la Renaixença.
En concreto sobre el aragonés realizó en 1922 la primera investigación científica de esta lengua, realizando encuestas sistemáticas en cinco localidades del Alto Aragón, Echo, Ansó, Bielsa, Gistaín y Plan. Aplicó la misma encuesta con 2880 preguntas en las cinco localidades. Fruto de esta investigación publicó Materials per al estudi dels parlars aragonesos. Vocabulari en 1936
Como editor, en 1924 fundó la Editorial Barcino, con la que publicó "Lo somni", de Bernat Metge, iniciando así la colección "Els Nostres Clàssics", especializada en textos medievales.